# Olympische Sommerspiele 1960/Teilnehmer (Frankreich)
| Gelbes Symbol für Goldmedaillen mit stilisierten Olympischen Ringen | Graues Symbol für Silbermedaillen mit stilisierten Olympischen Ringen | Braundes Symbol für Bronzemedaillen mit stilisierten Olympischen Ringen |
| ------------------------------------------------------------------- | --------------------------------------------------------------------- | ----------------------------------------------------------------------- |
| —                                                                   | 2                                                                     | 3                                                                       |

Frankreich nahm an den Olympischen Sommerspielen 1960 in Rom mit einer Delegation von 238 Athleten (210 Männer und 28 Frauen) an 120 Wettkämpfen in 19 Sportarten teil. Für die Nation verliefen diese Spiele wenig erfolgreich, es konnten lediglich zwei Silber- und drei Bronzemedaillen gewonnen werden, womit man im Medaillenspiegel den 25. Platz belegte. Fahnenträger bei der Eröffnungsfeier war der Fechter Christian d’Oriola.

## Teilnehmer nach Sportarten

### Basketball
Männer
- 10. Platz
- Roger Antoine
- Philippe Baillet
- Christian Baltzer
- Louis Bertorelle
- Jean-Paul Beugnot
- Jérôme Christ
- Jean Degros
- Max Dorigo
- Henri Grange
- Bernard Mayeur
- Robert Monclar
- Henri Villecourt

### Boxen
Männer
- Jacques Cotot
- Souleymane Diallo
- Jean Josselin
- André Juncker
- Yoland Levèque
- Jean Parra
- Antoine Porcel
- Joseph Syoz

### Fechten
| Männer - Claude Arabo - Guy Barrabino - Claude Brodin - Roger Closset - Jacky Courtillat - Christian d’Oriola - Yves Dreyfus - Claude Gamot - Jacques Guittet - Jacques Lefèvre - Gérard Lefranc - Jean-Claude Magnan - Armand Mouyal - Claude Netter - Marcel Parent - Jacques Roulot | Frauen - Kate Delbarre - Renée Garilhe - Monique le Roux - Françoise Mailliard - Régine Veronnet |

### Fußball
Männer
- Gruppenphase
- Ahmed Arab
- Marcel Artelesa
- Gérard Aygoui
- Raymond Baratto
- Pierre Bodin
- Jean-Baptiste Bordas
- Gérard Coinçon
- Claude Dubaële
- Jean-Marie Élisé
- François Philippe
- André Giamarchi
- Gines Gonzales
- Marcel Loncle
- Louis Polonia
- Yvon Quédec
- Charles Samoy
- Max Samper
- Jacques Stamm
- Jean Wettstein

### Gewichtheben
Männer
- Jean Debuf
- Robert Delebarre
- Roger Gerber
- Rolf Maier
- Marcel Paterni
- François Vincent

### Hockey
Männer
- 10. Platz
- Yvan Bia
- Roger Bignon
- Jacques Bonnet
- Pierre Court
- Jean Desmasures
- Maurice Dobigny
- Claude Dugardin
- Claude Leroy
- Diran Manoukian
- Ido Marang
- Jacques Mauchien
- Gérard Poulain
- Philippe Reynaud
- Albert Vanpoulle
- Claude Windal
- Jean-Pierre Windal

### Kanu
| Männer - Henri Amazouze - Pierre Derivery - Jean Friquet - Fredy Grosheny - Jean Houde - Michel Meyer - Michel Picard - Georges Turlier | Frauen - Gabrielle Lutz |

### Leichtathletik
| Männer - Hamida Addèche - Pierre Alard - Hamoud Ameur - Jacques Arnoux - Éric Battista - Michel Bernard - Robert Bogey - Ali Brakchi - Christian Collardot - Jocelyn Delecour - Henri Delerue - Jacques Déprez - Marcel Duriez - Maurice Fournier - Paul Genevay - Paul Genève - Guy Husson - Mahamat Idriss - Michel Jazy Silber 1500 m - Pierre-Yvon Lenoir - Michel Macquet - Alain Mimoun - Claude Piquemal - Edmond Roudnitska - Abdoulaye Seye Bronze 200 m - Victor Sillon - Léon Syrovatski - Guy Texereau - Pierre William | Frauen - Simone Brièrre - Catherine Capdevielle - Maryvonne Dupureur - Nicole Goullieux - Denise Laborie-Guénard - Florence Pétry-Amiel - Madeleine Thétu |

### Moderner Fünfkampf
Männer
- Christian Beauvalet
- André Bernard
- Étienne Jalenques

### Radsport
Männer
- Guy Claud
- Marcel Delattre
- Henri Duez
- Jacques Gestraud
- André Gruchet
- François Hamon
- Roland Lacombe
- Michel Nédélec
- Antoine Pellegrina
- Raymond Reaux
- Michel Scob
- Jacques Simon
- Jacques Suire
- Roland Surrugue

### Reiten
- Pierre Durand, Sr.
Bronze  Vielseitigkeitsreiten Mannschaft
- Bernard de Fombelle
- Max Fresson
- Pierre Jonquères d’Oriola
- Jack Le Goff
Bronze  Vielseitigkeitsreiten Mannschaft
- Jéhan Le Roy
Bronze  Vielseitigkeitsreiten Mannschaft
- Guy Lefrant
Bronze  Vielseitigkeitsreiten Mannschaft

### Ringen
Männer
- Georges Ballery
- Roger Bielle
- Gilbert Dubier
- Maurice Jacquel
- André Lamy
- Roger Mannhard
- Jacques Pourtau
- René Schiermeyer
Bronze  Weltergewicht griechisch-römisch
- André Zoete

### Rudern
Männer
- Jean-Pierre Bellet
- Alain Bouffard
- Émile Clerc
- René Duhamel
- Robert Dumontois
Silber  Vierer mit Steuermann
- Jean Klein
Silber  Vierer mit Steuermann
- Jean Ledoux
- Claude Martin
Silber  Vierer mit Steuermann
- Gaston Mercier
- Bernard Meynadier
- Jacques Morel
Silber  Vierer mit Steuermann
- Bernard Monnereau
- Joseph Moroni
- Guy Nosbaum
Silber  Vierer mit Steuermann
- Christian Puibaraud
- Michel Viaud

### Schießen
- Jacques Decaux
- Claude Foussier
- Pierre Guy
- Serge Hubert
- Marcel Otto-Bruc
- Jean Renaux
- Georges Wahler

### Schwimmen
| Männer - Richard Audoly - Jean Boiteux - Roland Boullanger - Robert Christophe - Jean-Pascal Curtillet - Alain Gottvallès - Gérard Gropaiz - Marc Kamoun - Jean Pommat - Claude Raffy - Henri Vidil | Frauen - Annie Caron - Nadine Delache - Héda Frost - Marie-Laure Gaillot - Colette Libourel - Amélie Mirkowitch - Rosy Piacentini - Michèle Pialat |

### Segeln
- Pierre Buret
- Louis Chauvot
- Jean-Claude Cornu
- Noël Desaubliaux
- Daniel Gouffier
- Jacques Baptiste Lebrun
- Jean Peytel
- Yves-Louis Pinaud
- Georges Pisani
- Philippe Reinhart
- François Thierry-Mieg

### Turnen
| Männer - Robert Caymaris - Bernard Fauqueux - Jean Jaillard - Mohamed Lazhari - Michel Mathiot - Daniel Touche | Frauen - Anne-Marie Demortière - Jacqueline Dieudonné - Renée Hugon - Paulette le Raer - Monique Rossi - Danièle Sicot-Coulon |

### Wasserball
Männer
- Vorrunde
- René Daubinet
- Gérard Faetibolt
- Claude Greder
- Claude Haas
- Alex Jany
- Charles Lambert
- André Lochon
- Jacques Meslier
- Roland Moellé
- Roger Neubauer
- Jean-Paul Weil

### Wasserspringen
| Männer - Christian Pire - Henri Rouquet - Georges Senecot | Frauen - Nicole Darrigrand |